# Johann Bernhard von Maltzan
Johann Bernhard von Maltzan (ur. ok. 1526, zm. 7 maja 1569 w Lublinie) – wolny pan stanowy Sycowa od 1551. 

## Rodzina i pochodzenie
Pochodził z niemieckiego rodu von Maltzan, osiadłego na Śląsku. Był najstarszym synem Joachima von Maltzan i Bernardyny z domu Wallenstein. Jego żoną była Elżbieta von der Lomnitz, z którą miał czworo dzieci.

## Panowanie w Sycowie
Po ucieczce jego ojca, Joachima do Brandenburgii, w wyniku zbrojnej egzekucji długów jego wychowaniem zajęła się matka, której wierzyciele pozwolili przebywać z dziećmi na zamku w Sycowie.

### Wspólne rządy z bratem
Sprawował rządy razem ze swoim młodszym bratem Franciszkiem. Jego najważniejszym celem było przywrócenie sobie i swoim następcom pełnych praw do sycowskiej posiadłości. W latach 1551–1557 zastaw znajdował się kolejno w rękach Ottona von Zedlitza (do 1555), a następnie Wilhelma von Kurzbacha. Odzyskawszy pełnię praw do majątku zdecydował się z bratem na sprzedaż połowy dóbr wolnego państwa stanowego swojemu kuzynowi – Georgowi von Maltzan za 20 tys. guldenów węgierskich, lecz po roku wróciły one z powrotem do Jana Bernarda i Franciszka.
Wkrótce potem dokonał podziału dóbr sycowskich między siebie i młodszego brata. Zatrzymał przy sobie północno-zachodnią część państwa (z Sycowem i Międzyborzem) oddając Franciszkowi część południowo-wschodnią (z Barlinem). W 1560 po śmierci Franciszka został jedynowładcą.

### Samodzielne panowanie
Podobnie jak ojcu, nie udało mu się uniknąć wieloletnich sporów z wierzycielami i popadania w długi. Względną stabilizację przyniosła sprzedaż Międzyborza razem z okolicami swojemu szwagrowi – Rafałowi Leszczyńskiemu w 1565. 
W 1568 po nominacji cesarskiej na stanowisko starosty opolsko-raciborskiego przeniósł się do Opola. Jego karierę polityczną przerwała nagła śmierć, 7 maja 1569 w Lublinie, gdzie uczestniczył w poselstwie do króla polskiego Zygmunta II Augusta.
Został pochowany w kościele parafialnym w Sycowie, gdzie do dziś zachowało się jego epitafium.